# Mai 1859

## Événements
- 1er mai : Henri Duveyrier part de Paris pour une expédition auprès des Touaregs (1859-1860).

- 3 mai : déclaration de guerre de la France à l'Autriche. Début de la Campagne d'Italie.

- 5 mai, France : le maréchal Randon est nommé ministre secrétaire d'État à la Guerre (jusqu'en 1867).

- 8 mai : Costa Rica, Juan Rafael Mora Porras, plusieurs fois au pouvoir depuis 1842 est élu président. Il tente de renouer avec la politique de neutralité qui avait fait de lui le père fondateur du Costa Rica. Il est renversé par le docteur Montealegre le 14 août et fusillé en 1860.

- 10 mai :
  - Ouverture des gares de Chantilly - Gouvieux et d'Orry-la-Ville - Coye
  - L'escadron des cent-gardes part pour la Campagne d'Italie

- 27 mai, Chili : le gouvernement, présidé par Manuel Montt, nationalise toutes les lignes de chemins de fer qui sont rassemblées dans les Ferrocarriles del Estado.

## Naissances
- 10 mai :
  - Edmond Gaudart (mort le 16 novembre 1942), gouverneur honoraire des colonies
  - William Wrede (mort le 23 novembre 1906), théologien luthérien allemand
  - Aurel Stodola (mort le 25 décembre 1942), ingénieur, physicien et inventeur slovaque
  - Antoine Barbier (mort le 8 février 1948), peintre aquarelliste et orientaliste français
- 15 mai : Pierre Curie, physicien français († 19 avril 1906).
- 21 mai : Otto Hupp, héraldiste, dessinateur et graveur allemand († 31 janvier 1949).
- 23 mai :
  - Arthur Conan Doyle, véritable inventeur du roman policier avec son héros Sherlock Holmes († 7 juillet 1930).
  - René Nicklès, géologue français († 1917).
  - Aline Charigot, couturière et modèle d'Auguste Renoir († 27 juin 1915).

## Décès
- 6 mai : Alexander von Humboldt, naturaliste et voyageur allemand.
- 10 mai :
  - Susan Webb Cushman (née le 17 mars 1822), actrice américaine
  - Jean-Baptiste d'Autriche (né le 20 janvier 1782), 13e fils de l'empereur Léopold II et de Marie-Louise de Bourbon, infante d'Espagne, frère de l'empereur François II